# 公共車両優先システム
公共車両優先システム（こうきょうしゃりょうゆうせんシステム、PTPS; Public Transportation Priority System）は、大量公共交通機関であるバス等の通行を円滑に行わせ、バス等の定時運行を確保するとともに利用を促進して、道路の利用効率を向上させる施策である。バスレーンなどのような交通規制施策と交通信号機など交通インフラを制御するシステムをあわせたものである。2008年3月31日現在、40都道府県、95事業者で導入され、総延長は695.2kmに及ぶ。

## 概要
公共輸送機関優先システムには様々なものがあり、バス等の定時性を確保するため信号制御を行ったり、バス専用レーン等を走行する一般車両への自動警告を行うことができるシステムなどがある。信号制御等のシステム（Transit Signal Priority ; TSP）については交通信号優先システムを参照。
公共車両優先システム（PTPS）は、日本で採用されている公共輸送機関優先システムの一種である。日本では公共車両優先システムの導入前から既存のバスロケーションシステムを用いた公共輸送機関優先システムの整備が行われていた。
1995年度（平成7年度）に従来の公共輸送機関優先システムに、光ビーコンの双方向通信機能を使って所要時間等の提供サービスを付加した公共車両優先システム（Public Transportation Priority System ; PTPS）が北海道札幌市に初めて整備され、1996年（平成8年度）4月から運用が開始された。札幌市では公共車両優先システム（PTPS）と併せて車両運行管理システム(MOCS)も導入された。
公共車両優先システム（PTPS）は札幌市のほか、東京都や静岡県などにも相次いで導入され、1998年長野オリンピックの交通対策にも活用された。
その高い効果とバス事業者の要望から全国へ導入されるに至っている。